# Lubowo (jezioro)
Lubowo – jezioro w woj. lubuskim, w powiecie strzelecko-drezdeneckim, w gminie Drezdenko, leżące na terenie Kotliny Gorzowskiej, w zachodniej części Puszczy Noteckiej.

## Położenie i opis
Jezioro Lubowo położone jest w południowej części powiatu strzelecko-drezdeneckiego. Jest to jezioro stosunkowo duże, przy czym płytkie. Część północna jest głębsza od południowej. Jezioro zasilane jest przez dwa niewielkie cieki od południa. Nadmiar wód kieruje się na północ ku Noteci. Akwen położony jest pośród lasów, nie leży nad nim żadna miejscowość.

## Hydronimia
Do 1945 roku jezioro nazywane było Liebau See. 17 września 1949 roku wprowadzono nazwę Lubowo. Obecnie państwowy rejestr nazw geograficznych jako nazwę główną jeziora podaje Lubowo, jednocześnie wymienia nazwę oboczną: Jezioro Lubiatowskie. W niektórych źródłach spotyka się nazwę jezioro Morawy.

## Morfometria
Według danych Instytutu Meteorologii i Gospodarki Wodnej powierzchnia zwierciadła wody jeziora wynosi 100,1 ha. Średnia głębokość zbiornika wodnego to 4,0 m, a maksymalna – 8,0 m. Lustro wody znajduje się na wysokości 35,1 m n.p.m. Objętość jeziora wynosi 4052,7 tys. m³. Natomiast A. Choiński określił poprzez planimetrowanie na mapach 1:50000 wielkość jeziora na 96,0 ha.
Według Mapy Podziału Hydrograficznego Polski jezioro leży na terenie zlewni siódmego poziomu Bezpośrednia zlewnia jez. Lubowo. Identyfikator MPHP to 1889439. Powierzchnia zlewni całkowitej wynosi 15,2 km².

## Zagospodarowanie
W systemie gospodarki wodnej jezioro tworzy jednolitą część wód o kodzie PLLW10867. Administratorem wód jeziora był Regionalny Zarząd Gospodarki Wodnej w Poznaniu. Utworzył on obwód rybacki, który obejmuje między innymi wody jeziora Lubowo wraz z wodami kanału Lubiatka od jej źródeł do ujścia do rzeki Noteć (Obwód rybacki jeziora Lubowo na kanale Lubiatka – Nr 1). Od czasu reformy prawa wodnego w 2017 r. jezioro trafiło do regionu wodnego Noteci zarządzanego przez Regionalny Zarząd Gospodarki Wodnej w Bydgoszczy. Gospodarkę rybacką prowadzi na jeziorze Polski Związek Wędkarski Okręg w Gorzowie Wielkopolskim. Ze względu na typologię rybacką jest to jezioro typu leszczowego. Jezioro pełni również funkcje rekreacyjne. Przy odpływie zlokalizowane jest niewielkie pole biwakowe z zapleczem gospodarczym i sanitarnym.

## Czystość wód i ochrona środowiska
W latach 1993 oraz 2001 przeprowadzono badania czystości wód jeziora. W ich wyniku stwierdzono płytki dwumetrowy epilimnion, który charakteryzował się dużą zawartością chlorofilu z jednocześnie gwałtownie spadającą ilością tlenu w warstwie naddennej. Wpływało to na niewielką przeźroczystość wód sięgającą około 1,2 metra. Zawartość azotu i fosforu mieściła się w wartościach odpowiadających II i III klasie. W rezultacie w 1993 roku czystość wód jeziora została oceniona na II klasę. Badania z 2001 roku stwierdziły pogorszenie się jakości wód jeziora, wzrosła zawartość związków fosforu i azotu, zmniejszyła się przeźroczystość wód, która osiągnęła poziom 1 metra. Czystość wód w 2001 roku oceniono już na ówczesną III klasę. W 2021 roku wykonano klasyfikację stanu ekologicznego i chemicznego wód. Stan ichtiofauny zdecydował o słabym stanie ekologicznym, a stan chemiczny został określony jako dobry. Podczas badań stwierdzono dalsze obniżenie się przeźroczystości wód, która w 2021 roku nie przekraczała 80 cm.
Jezioro Lubowo w wyniku badań z 2001 roku zostało zakwalifikowane jako słabo odporne na degradujące wpływy zewnętrzne, w związku z czym zostało zaliczone do III kategorii podatności na degradację. Z jednej strony jezioro położone jest wśród lasów, co ma pozytywny wpływ na jakość wód jeziora, jednak z drugiej strony niewielka objętość akwenu w porównaniu do długości jego linii brzegowej, brak stratyfikacji wód, niewielka średnia głębokość oraz nieduża objętość epilimnionu ma wpływ niekorzystny.
Jezioro znajduje się na obszarze chronionego krajobrazu „Pojezierze Puszczy Noteckiej” oraz w granicach obszaru specjalnej ochrony ptaków Natura 2000 „Puszcza Notecka” PLB300015.
W latach 2014–2016 trwał konflikt pomiędzy władzami powiatu strzelecko-drezdeneckiego, a okolicznymi mieszkańcami, którzy postanowili bronić zniesionej przez władze powiatowe strefy ciszy, która obejmowała jezioro. Mieszkańcy wysuwali argumenty dotyczące bezpieczeństwa osób wypoczywających nad jeziorem oraz prawa do ciszy dla okolicznej fauny, co było mocnym argumentem, gdyż jezioro leży w strefie obszaru Natura 2000. Mimo protestów władze powiatowe w 2014 roku ostatecznie zniosły strefę ciszy nad jeziorem, decyzja jednak została uchylona w 2015 roku przez Wojewódzki Sąd Administracyjny, który stwierdził, że uchwała była niezgodna z prawem, ponieważ nie zostały wykonane badania akustyczne wpływu używania jednostek pływających z silnikiem spalinowym na środowisko naturalne. Po decyzji sądu władze powiatowe oświadczyły, że w takim razie zniosą uchwałę z 2008 roku wprowadzającą strefę ciszy nad wszystkimi jeziorami powiatu, gdyż ta również jest niezgodna z prawem, gdyż przed jej uchwaleniem również nie przeprowadzono badań akustycznych. Konflikt zakończył się uchwaleniem w 2016 roku przez Radę Miejską w Drezdenku, aktu prawnego wprowadzającego strefy ciszy na ośmiu jeziorach leżących na terenie gminy Drezdenko w tym na jeziorze Lubowo. W prasie konflikt był nazywany Walką o spokój na Morawach.